# NGC 2661
NGC 2661 (również PGC 24632 lub UGC 4584) – galaktyka spiralna (Sc), znajdująca się w gwiazdozbiorze Raka. Odkrył ją William Herschel 19 marca 1784 roku.